# デルタ酸
デルタ酸(Deltic acid)またはジヒドロキシシクロプロペノン(Dihydroxycyclopropenone)は、C3O(OH)2の化学式を持つ化合物である。シクロプロペンのケトン及び二価アルコールとみることができ、オキソカーボン酸の一種でもある。室温では安定な白色固体であり、ジエチルエーテルに溶解し、140℃から180℃で分解（時には爆発）する。水とはゆっくりと反応する。
デルタ酸の合成は、1975年にDavid EggerdingとRobert Westによって初めて記述された。

## 誘導体

### デルタ酸塩
デルタ酸は、多くのアルコールと異なり、水中で酸性を示す。これは、ヒドロキシル基がプロトンを失い対称性を持つデルタ酸アニオンC3O32-となるため (pKa1 = 2.57, pKa2 = 6.03) と考えられる。
最初のデルタ酸塩（リチウム塩とカリウム塩）は、1976年にやはりEggerdingとWestによって最初に記述された。デルタ酸リチウム(Li2C3O3)は、水可溶の白色固体である。(CO)n2-で表される他の環状ジアニオンと同様に、デルタ酸アニオンは芳香族性を示し、これが安定性に寄与している。

### アナログ
デルタ酸アニオンのアナログは、3つの酸素原子(=Oまたは-O-)をシアノイミノ基(=N-C≡Nまたは-N=C=N-)で置き換えることで得られ、対称性を持つアニオンC3(NCN)32-を生成する。

## 合成
デルタ酸は、ビス（トリメチルシリル）スクアリン酸エステルの光分解によって初めて得られた。ビス（トリメチルシリル）スクアリン酸エステルは、光分解によって、環から1つのカルボニル基(CO)を失ってビス（トリメチルシリル）デルタ酸エステルになり、さらにブタノールで分解され、デルタ酸となる。
デルタ酸は、スクアリン酸銀とクロロトリメチルシランを反応させることでも得られる。
近年、常温常圧条件下で、一酸化炭素を直接的に環状三量化することでデルタ酸アニオンが得られた。ペンタンに溶解した一酸化炭素は、ウラン錯体と反応し、2つのウラン原子と結合したデルタ酸アニオンを生成した。